# Portus Itius
Portus Itius of Itius Portus (wordt ook wel als Ictius of Iccius geschreven) was een oude Romeinse haven, waarschijnlijk gelegen bij Sithiu, het huidige Saint-Omer, maar het zou ook het nabijgelegen Wissant kunnen zijn.

## Caesars Britannia-expedities
Portus Itius was oorspronkelijk een haven van de Morini. De naam werd in 54 v.Chr. door Julius Caesar aan de haven gegeven toen hij voor de tweede keer Britannia binnenviel. De haven lag in de buurt van de kaap Promunturium Itium (Cap Gris-Nez), maar de exacte ligging is niet zeker. Het is waarschijnlijk dat Caesars eerste Britannia-expeditie vanuit een andere haven begon dan de tweede, omdat bij de eerste geen verwijzingen naar Portus Itius te vinden zijn.
Men is het er wel over eens dat de eerste expeditie vanuit het huidige Boulogne-sur-Mer naar Brittannië voer, maar de tweede expeditie is mogelijk vanuit het 20 kilometer westelijker gelegen Saint-Omer vertrokken. De reden hiervoor is dat de eerste vloot van 80 schepen al veel moeilijkheden had om de haven van Boulogne te verlaten, en dat Caesar de tweede vloot, die 800 schepen telde, over land naar een betere vertrekplaats liet slepen.

## Latere Britannia-expedities
In 40 was keizer Caligula van plan Britannia binnen te vallen, maar dit plan werd afgeblazen. Hij zou wel een vuurtoren bij Gesoriacum hebben laten bouwen. Enkele jaren later gebruikte keizer Claudius de haven als uitvalsbasis voor de Romeinse invasie van Brittannië in 43.